# Ратинь (Великопольське воєводство)
Ратинь (пол. Ratyń) — село в Польщі, у гміні Льондек Слупецького повіту Великопольського воєводства.
Населення — 394 особи (2011).
У 1975-1998 роках село належало до Конінського воєводства.

## Демографія
Демографічна структура станом на 31 березня 2011 року:
|          | Загалом | Допрацездатний вік | Працездатний вік | Постпрацездатний вік |
| -------- | ------- | ------------------ | ---------------- | -------------------- |
| Чоловіки | 201     | 37                 | 144              | 20                   |
| Жінки    | 193     | 38                 | 107              | 48                   |
| Разом    | 394     | 75                 | 251              | 68                   |